# Locmaria-Grand-Champ
Locmaria-Grand-Champ (tiếng Breton: Lokmaria-Gregam) là một xã ở tỉnh Morbihan trong vùng Bretagne tây bắc Pháp. Xã này có diện tích 14,06 km², dân số năm 1999 là 733 người. Khu vực này có độ cao từ 52-139 mét trên mực nước biển.